# Јасна Влајић Поповић
Јасна Влајић Поповић (Београд, 22. октобар 1956) српски је лингвиста и лексикограф, научни саветник у Институт за српски језик САНУ, на Етимолошком одсеку, где је један од аутора и уредника Етимолошког речника српског језика. Области њеног интересовања су етимологија, лексикологија, лексикографија, етнолингвистика, међујезички контакти (све то у српском језику – а у словенском, индоевропском и балканском контексту), библиографија.

## Биографија
Дипломирала је на Филозофском факултету Универзитета у Београду, Група за класичне науке (1979) и на Филолошком факултету Универзитета у Београду, Група за англистику (1981).
Магистрирала је на Филозофском факултету Универзитета у Београду (1986) са темом Досадашње стање етимолошке обрађености грчких позајмљеница у српскохрватском језику, а докторирала на Филолошком факултету Универзитета у Београду (1998) са темом Историјска семантика глагола ударања у српскохрватском језику.
Од 1983. године запослена је у Институту за српски језик САНУ (Етимолошки одсек), где је стекла сва научна звања (2008. изабрана у звање научни саветник). 
У периоду 2016–2021. била је директор Института за српски језик САНУ.

## Научни рад
Осим колективног, ауторског и уредничког рада на Етимолошком речнику српског језика (од Огледне свеске, преко три тома речника, до актуелног рада на Приручном етимолошком речнику српског језика (у припреми), аутор је монографије Историјска семантика глагола ударања у српском језику (преко етимологије до модела семасиолошког речника) и популарно профилисане књиге Речите речи: од земље до неба.
Објавила је око 80 научних радова (на српском, енглеском, руском, бугарском, француском језику), од тога трећину у иностранству; међу њима у 14 споменица истакнутим славистима, по позиву. 
Рецензирала је бројне радове (за домаће и иностране часописе и зборнике), неколико књига и два инострана пројекта.
Учествовала је на преко 40 скупова, углавном међународних – већином у иностранству; међу њима на пет славистичких конгреса (Краков 1998, Љубљана 2003, Охрид 2008, Минск 2013, Београд 2018) и на три балканолошка конгреса (Софија 1989, Солун 1994, Тирана 2004), као и на низу међународних славистичких скупова по позиву (Беч, Краков, Москва, Јекатеринбург, Софија, Љубљана, Брно, Солун). 
Руководилац са српске стране билатералног српско-словеначког пројекта „Дијалекатска лексика српског и словеначког језика – компаративни аспект“ (2012–2013). 
Рецензент пројеката за Агенцију за грантове Чешке Републике (Czech Science Foundation) (2012, 2013). 
Бави се библиографијом: уредник библиографије часописа Јужнословенски филолог (1984–1987), приносник из Србије за међународну публикацију Bibliographie linguistique / Linguistic bibliography (2002–)
Аутор је више одредница за интернет портал Појмовник српске културе (при Етнографском институту САНУ).
Бави се и популаризацијом етимологије држањем предавања и писањем (преко 50 чланака у Политикином забавнику, и књига Речите речи проистекла из њих).

## Чланства у научним и стручним телима и комисијама
Члан Етимолошке комисије при Међународном славистичком комитету (1998–)
Члан редакције часописа Јужнословенски филолог (2004–)
Члан Комисије за избор у звања при Министарству науке и технолошког развоја Републике Србије (2010–2014);
Стални члан Матице српске (2016–);

## Остали доприноси
Аутор је више одредница за Српску енциклопедију.
Члан жирија за награду Политикиног забавника за најбољу књигу за децу објављену 2014. године; председник истог жирија за 2015. годину.